# Гордеев, Дмитрий Васильевич
Дмитрий Васильевич Гордеев (7 марта 1903 года, посёлок Миньярский завод, Челябинская губерния, Российская империя — 24 декабря 1964 года, Москва) — советский военный деятель, Генерал-лейтенант (1944 год).

## Биография
Дмитрий Васильевич Гордеев родился 7 марта 1903 года в посёлке Миньярский завод, ныне город Миньяр, Челябинская область.

### Гражданская война
В июле 1919 года Гордеев был призван в ряды РККА и направлен красноармейцем в 35-й запасной батальон 5-й армии. Принимал участие в боевых действиях на Восточном фронте против войск под командованием адмирала А. В. Колчака.
В марте 1921 года был уволен в запас.

### Межвоенное время
В сентябре 1921 года Гордеев был вновь призван в ряды РККА и направлен на учёбу на 12-е Уфимские пехотные командные курсы, по окончании которых в мае 1922 года стал курсантом 1-й Советской объединенной школы имени ВЦИК в Москве, по окончании которой с сентября 1924 года служил командира взвода и временно исполняющего должность политрука роты в 74-м стрелковом полку (25-я стрелковая дивизия, Украинский военный округ).
В октябре 1927 года Гордеев был прикомандирован к Полтавскому окружному военкомату, а в сентябре 1928 года был назначен на должность командира учебного взвода и помощника командира учебной роты 22-го отдельного пулеметного батальона Украинского военного округа.
В декабре 1930 года был отправлен на Курсы усовершенствования командного состава при Школе зенитной артиллерии в городе Севастополь, которые закончил в феврале 1931 года.
В апреле 1931 года был назначен на должность командира роты 44-го отдельного пулеметного батальона, в октябре — на должность командира учебной роты 29-го отдельного пулеметного батальона, в мае 1933 года — на должность начальника штаба 22-го отдельного пулеметного батальона, а в январе 1934 года — на должность начальника штаба 67-го отдельного пулеметного батальона.
В ноябре 1937 года Гордеев был отправлен для прохождения обучения на Высших стрелково-тактических курсах «Выстрел», по окончании которых в мае 1938 года был назначен на должность начальника штаба 8-го отдельного Сучанского стрелкового полка, входившего в состав Тихоокеанского флота.
В декабре 1938 года был назначен на должность помощника командира по строевой части 229-го горнострелкового полка 79-й стрелковой дивизии, в феврале 1939 года — на должность командира 303-го горнострелкового полка, в августе 1940 года — на должность командира 42-го запасного стрелкового полка, в декабре 1940 года — на должность командира 614-го резервного стрелкового полка, а в марте 1941 года — на должность командира 58-го мотострелкового полка (1-я Краснознамённая армия, Дальневосточный фронт).

### Великая Отечественная война
С ноября 1941 года Гордеев командовал мотострелковым полком в составе 16-й и 30-й армий Западного фронта и на этой должности принимал участие в битве под Москвой. В феврале 1942 года был назначен на должность начальника штаба 58-й танковой бригады (30-я армия, Калининский фронт), принимавшей участие в боях на подступах ко Ржеву. С июня 1942 года исполнял должность командира 70-го укрепленного района в составе Южного фронта, а затем исполнял должность командира 255-й сводной бригады морской пехоты Черноморской группы войск Закавказского фронта, а также одновременно командовал оперативной группой ОН.
В феврале 1943 года генерал-майор Дмитрий Васильевич Гордеев был назначен на должность командира 216-й стрелковой дивизии (47-я армия), в феврале — на должность заместителя командира 20-го стрелкового корпуса Черноморской группы войск Закавказского фронта, а в марте — на должность командира 20-го стрелкового корпуса, который в сентябре принимал участие в Новороссийско-Таманской наступательной операции и освобождении Новороссийска.
В декабре 1943 года Гордеев был назначен на должность командира 107-го стрелкового корпуса, принимавшего участие в Киевской, Проскуровско-Черновицкой и Львовско-Сандомирской наступательных операциях. За отличия при освобождении города Дрогобыч 107-й стрелковый корпус получил почётное наименование «Дрогобычский». Вскоре корпус участвовал в Западно-Карпатской и Моравско-Остравской наступательных операциях.

### Послевоенная карьера
С мая 1946 года Гордеев проходил обучение на Высших академических курсах при Высшей военной академии имени К. Е. Ворошилова, по окончании которых в апреле 1947 года был назначен на должность командира 9-го стрелкового, в сентябре 1949 года — на должность командира 128-го стрелкового корпусов, в сентябре 1952 года — на должность помощника командующего войсками Южно-Уральского военного округа, в июле 1953 года — на должность помощника командующего войсками — начальника управления боевой подготовки Московского военного округа, а в марте 1957 года — на должность заместителя командующего войсками — начальника управления боевой подготовки Московского военного округа.
Генерал-лейтенант Дмитрий Васильевич Гордеев в мае 1961 года вышел в отставку. Умер 24 декабря 1964 года в Москве.

## Награды
- Орден Ленина;
- Четыре ордена Красного Знамени;
- Орден Кутузова 1 степени (23.05.1945);
- Орден Суворова 2 степени;
- Орден Кутузова 2 степени;
- Орден Отечественной войны 1 степени;
- Медали;
- Иностранные ордена.

## Память
В честь генерал-лейтенанта Дмитрия Васильевича Гордеева в Новороссийске была названа улица, ранее носившая название «Амурская». На доме по адресу ул. Гордеева, д. 4 была установлена мемориальная доска.